# Sidi Chami
Sidi Chami (în arabă سيدي الشحمي) este o comună din provincia Oran, Algeria.
Populația comunei este de 114.050 de locuitori (2009).